# Iglesia de Santa María de Uríbarri
La iglesia basílica de Santa María de Uríbarri es un templo católico situado en el municipio vizcaíno de Durango en el País Vasco en España.
La iglesia de Santa María de Uríbarri es uno de los más monumentales del País Vasco, de estilo gótico y barroco severo, el edificio actual data de finales del XV, la parte gótica  y primera mitad del XVI la barroca. La nave mayor destaca sobre la laterales y en el ábside se abren, entre contrafuertes, se abren sendas capillas. El coro, realizado entre 1490 y 1510, es uno de los mejores del gótico isabelino, también llamado  "estilo Reyes Católicos", de Vizcaya. El templo está caracterizado por un gran pórtico de madera sin columnas de estilo barroco realizado en 1678 considerado como el mayor de Europa.  La torre se sustenta en la casa torre de Arandoño y acaba en pináculos y crestería.
En el interior destaca el retablo mayor de estilo renacentista romanista realizado en 1578 dedicado a la avocación de la Virgen María, obra del maese Martín Ruíz de Zubiate. 
El templo resultó muy dañado en el bombardeo del 31 de marzo de 1937  y fue reconstruido en 1945 manteniendo el cuerpo gótico. Junto al casco histórico de Durango, del que forma parte, está categorizado como  o Bien Cultural Calificado, con la categoría de Conjunto Monumental.

## Historia
La construcción de la iglesia de Santa María de Uríbarri se debió al deseo de Munio López, también conocido como Manso López, hijo del segundo Señor de Vizcaya Jaun Zuria y se Belasquita Sánchez hija de Sancho I Garcés rey de Pamplona, a de levantar un templo a la advocación de Santa María delegando en su prima Menina de Arandoño el encargo de realizarlo anexo a la casa torre de Arandoño. Gonzalo de Otalor en su obra Micrología del assiento de la noble merindad de Durango publicada en Sevilla en 1634 lo relata de la siguiente forma 

...que López Zuría tuvo de Dalda un hijo, que se llamó Manso López y fue bautizado en la iglesia de San Pedro de Tavira, y muerta su madre y enterrada en ella, vino con deseos de edificar una iglesia suntuosa bajo la advocación de Sta. María, cuya
efigie hermosa y devota tenía en su oratorio. Pero al morir dejó a su prima Menina de Arandoño, señora del mismo solar, el cuidado de dicha edificación con palabra de cumplirlo, como lo hizo...

Las primeras noticias documentadas sobre la iglesia de Santa María de Uríbarri se remontan a la visita que la reina Isabel I de Castilla realizó a la villa el 19 de septiembre de 1483. En el actual edificio se aprecian dos etapas constructivas diferentes, la primera gótico-renacentista realizada a partir de  1498 y que se atribuye a Miguel de Albiz y la segunda fase clásica-barroca, que se desarrolló a partir 1622 y en la que trabajó del tracista durangués San Juan de Urizarzabala y en ella trabajó en 1622 el cantero de Fórua Sebastián  de Zárraga y en 1645 el eibarrés Juan de Ansola. Está fase constituyó una reforma profunda del templo.
En 1592 se detectan problemas estructurales, debidas a los efectos de los incendios que se habían producido y a la inestabilidad del subsuelo. En 1607 se encarga a a Ibáñez de Zalbidea un estudio de reparación de los daños existentes del cual emana la decisión de rehacer la capilla mayor que se encarga a Martín de Ormaechea asociado con Juan González de Matategui, los cuales comienzan la obra en 1609 pero deben ser detenidas al como tiempo al no tener estabilidad la construcción. Se encarga un estudio a los arquitectos Miguel de Aranburu, que era fraile franciscano y  al vitoriano Juan Vélez de Huerta que determinan los problemas de la traza y realizan un nuevo proyecto que encargan para su construcción a los canteros Bernabé Pérez de Solano y Martín de Arriluceaga. Se actúa en la zona de la cabecera, pilares y capillas y se levanta, con el objetivo de reforzar las bóvedas del coro, un pórtico a los pies del templo, función que no cumpliría.
En 1619 se decide realizar una gran reforma, literalmente "hacer la iglesia deshaciéndola de nuevo". Participan los arquitectos Juan de la Vega, Pedro de Bengoechea, que diseñaría la portada del lado de la Epístola, y Juan de Albiz. Finalmente el cantero San Juan de Urizarzabala redacta las condiciones de la nueva obra en 1622.
Se  decide transformar el templo de una nave en otro de tres naves pero que se alzarían sobre los viejos cimientos y se perforarían los estribos que separaban las capillas hornacinas bajas del edificio antiguo, dando lugar a una iglesia de tres naves y cinco tramos de planta rectangular con una cabecesa en ábside poligonal flanqueada por dos pequeños ambientes absidiales. La nave central resulta ser mucho mayor que las laterales, dando al conjunto una desproporción evidente. Los tramos se definen con pilastras toscanas rematadas por capiteles corintios  y las dovelas resaltadas de los arcos de medio punto que la comunican con las naves laterales. Se desmontó la bóveda original que se volvió a poner sobre la nave central una vez finalizada esta, resultando la mezcla de dos lenguajes diferentes, el clasicista de la parte inferior (traza severa, en donde prima la decoración lineal apanelada, con referencias a Herrera en el fino cajeado de arcos y pilastras) y el superior netamente gótico.
El maestro cantero Sebastián de Zarraga realiza la labor de desmontar la bóveda de la nave mayor y volverla a montar tras la construcción de la nave del lado de la Epístola y la portada del acceso desde ese lado a la que modificó la traza realizada por  el maestro cantero Bengoechea y añadió algunos elementos ornamentales,  finalizaría en 1629.
En 1631 muere Zárraga y el proyecto se sigue ejecutando bajo la responsabilidad de su viuda, María José de Elespeitia, quien contrató como oficial director a Juan Sáenz de Ormaechea que seguiría la obra hasta que en 1643 muere la viuda de Zárraga. En 1636 maestro cantero Martín de Recalde pide hacer un nuevo estribo al lado del mediodía para poder soportar la bóveda, evidenciando la existencia de inestabilidades que no s eresolverían hasta tiempo después. Tras la muerte de 
María José de Elespeitia la dirección de la obra pasa a Juan Ortiz de Olaeta quién la traspasar al guipuzcoano Juan de Ansola que se encargaría del abovedamiento del templo, y el macizado de paredes y ventanas.
La recolocación de la bóveda de crucería de terceletes de la nave mayor contó con programa decorativo  concreto, en la capilla mayor y el primer tramo presentan al centro un Cristo en Magestad flanqueado por cuatro claves con el tetramorfos y otras dos con el cordero pascual y un ángel. En el fajón entre el primero y segundo tramo acoge una cruz de la Orden de Santiago. En el segundo tramo, al centro obispo con su tiara. El resto de las claves son estrelladas de ocho y seis puntas, salvo el fajón que separa el segundo tramo que lleva una cruz patada. Las naves laterales se cubren con bóveda de crucería simple con clave central de florón. Las obras quedaron terminadas en 1669. En 1667 se decidió realizar un refuerzo de la estructura por el lado norte, el lado del Evangelio, para ello se le encargó al cantero Roque de Larrea la construcción de cinco estribos para que soportaran las presiones de las bóvedas por ese lado.
En 1691 se contrata al arquitecto José de La Incera y Vega para la inspección de las grietas que existían en los tres pilastrones de la entrada de la Iglesia determinándose que ponían en riesgo la integridad del lienzo de pared del Mediodía y sus bóvedas, por lo que realiza el proyecto de reparación de los muros del mediodía y de la parte Norte del templo  que ejecuta Juan de Aguirre Azcuenaga y finaliza en el año 1713.
En el año 1678 se decide la construcción de un gran pórtico de madera en el lado de la Epístola, fachada sur, en el que se abre el acceso que mira al casco urbano. Se realizó, entre 1679-1687, bajo las trazas  del maestro carpintero Domingo de Barraincua y el cantero Martín de Gabiria. La ejecución la realizaron el carpintero Vicente Arrien y el cantero Martín de Olaguiben. La construcción finalizó el 11 de enero de 1687.
Este espacio fue utilizado como cementerio y luego como mercado. Siempre ha sido un espacio asociado a la actividad social de Durango.
En 1578 se realiza el retablo mayor, obra del retablista Martín Ruíz de Zubiate de estilo romanista y posteriormente se van construyendo los retablos laterales, todos  ellos de tipo barroco, que se adornan con imágenes de diferentes épocas. El retablo fue restaurado en 1914.
El 31 de marzo de 1937, en el transcurso del bombardeo de Durango realizado por Aviación Legionaria italiana en la ofensiva del Frente Norte que realizaron las tropas del  bando franquista en la guerra civil española bajo las órdenes del general Emilio Mola, la templo sufrió grandes daños, derrumbándose las bóvedas, el pórtico y destruyéndose las cristaleras y el órgano. La  torre de la iglesia fue uno de los puntos referenciales para  la definición de los ejes el bombardeo. Estaba en el eje que desde Kurutziaga llegaba a la estación del ferrocarril.
En 1940 se realiza la reconstrucción del templo impulsada por Wenceslao Mayora, arcipreste de la iglesia tras la entrada de los franquista a la villa, resteándose la traza gótica y se realizó la  pavimentación del pórtico. En ese trabajo participó un batallón de trabajadores formado por prisioneros de guerra y políticos. En 1942 se instaló un nuevo órgano construido por la empresa alemana Walker & Ludwigsburg. Se construyó una "Capilla de los Mártires"  con los nombres de los vecinos de Durango que cayeron luchando con los fascistas. La capilla fue retirada el 31 de marzo de 1978  tras la muerte del dictador Francisco Franco.
En los año 60 del siglo XX se realizan reformas en el presbiterio para adaptarse a los cambios requeridos por el Concilio Vaticano II  modificando el Aspecto del mismo.
El 5 de diciembre diciembre de 2001 la iglesia de  Santa María de Uríbarri fue declarada por la Congregación para el Culto Divino y Disciplina de los Sacramentos de Vizcaya Basílica Menor. Por tal motivo se construyó e instaló en la torre una campana conmemorativa y se restauraron todas las demás. También se cambió el reloj, cuya maquinaria quedó expuesta a pies de la torre, instalándose un sistema electrónico telecontrolado. En 2017 se realizaron obras de consolidación de la torre y de los contrafuertes tres años antes, en 2014.
En enero de 2023 se comienza la restauración y remodelación del gran pórtico de madera que se inaugura en diciembre de ese mismo año. El proyecto lo realizó el arquitecto  Oier Bizkarra y la dirección de obra fue a cargo de la arquitecta Cristina Zarrabeitia. Se realizó una limpieza a profundidad de la estructura y se eliminaron piezas deterioradas y que no cumplían con su función tradicional y  sustituyeron los ensamblajes. Se realizó una nueva instalación de iluminación que se integra en la estructura de madera y permite diferentes escenas en función del uso diario, de feria o de eventos que se puedan realizar en el pórtico.

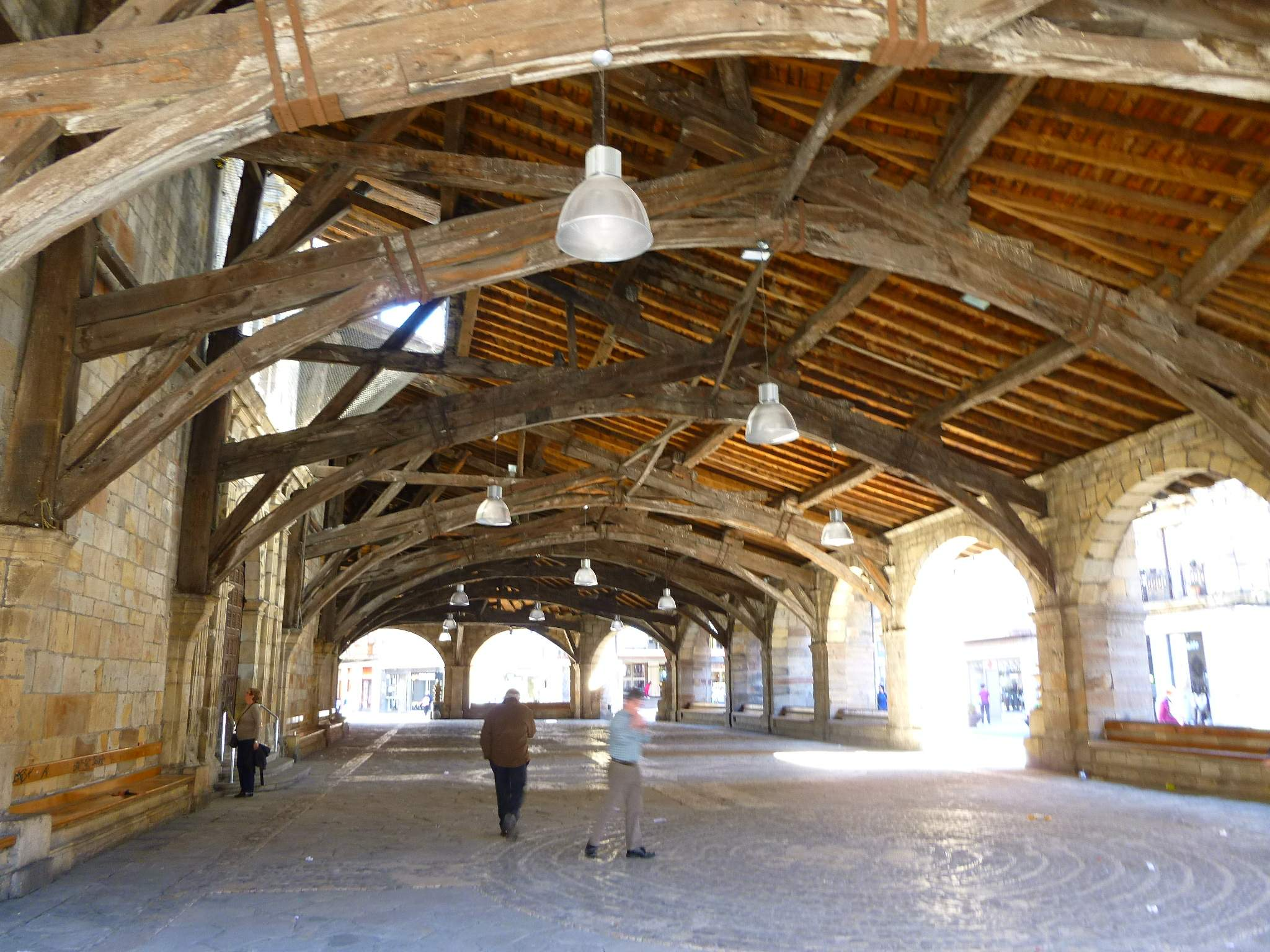
Pórtico de la iglesia de Santa María de Uribarri.

## Descripción
Santa María de Uríbarri ocupa un punto focal dentro de la puebla medieval, en un extremo de la población. Forma "pendent" con el templo barroco de Santa Ana, que junto con el Arco de su mismo nombre, se ubican en el lado opuesto del casco histórico. Resulta hoy, después de las diversas reformas y añadimientos, un edificio de pretensiones monumentales. En primer lugar es un edificio grande, uno de los mayores de Vizcaya, y después, es un templo rico, cuya riqueza proveniente de sus propias rentas y de donaciones particulares.
Construida en el siglo XVI, está protegida bajo la categoría de «zona de presunción arqueológica». En el Diccionario geográfico-estadístico-histórico de España y sus posesiones de Ultramar de Pascual Madoz se menciona como segunda parroquia de Durango, y se dicen las siguientes palabras acerca de ella: 

es de hermosa fábrica de 140 pies de long y 88 de lat. con tres naves, 11 altares y buen órgano; tiene al costado del S. un espacioso cementerio de 175 pies de largo y 47 de ancho, enlosado el año de 1775».

Décadas después, ya en el siglo XX, se describe en el tomo de la Geografía general del País Vasco-Navarro dedicado a Vizcaya y coordinado por Carmelo de Echegaray Corta, con las siguientes palabras:

La principal iglesia de Durango es la de Santa María de Uríbarri, reedificada á fines del siglo XVI, y que conserva vestigios de su construcción anterior. La forman tres naves góticas; son sus altares de gusto plateresco, y del retablo del altar mayor se dice que recuerda á Guiot de Beaugrant, célebre estatuario que construyó el de Santiago de Bilbao, desaparecido á mitad del siglo XIX. El coro está formado por un atrevido arco escarzano, en bóveda, sostenido por cuatro lindísimas columnas empotradas en las primeras pilastras de la iglesia, todo recamado de una rica ornamentación, cuyo frontis representa el firmamento tachonado de estrellas y el sol y la luna en sus extremos. La sillería del coro, de madera de cedro, es de buena talla, y en el vano principal de la pared frontera al altar mayor, hay un cuadro representando á Nuestra Señora de Guadalupe de México, regalado á la iglesia en 1764 desde aquella ciudad por don Antonio de Meabe, natural de Durango, cuyo grandioso marco, tallado y dorado, es una verdadera obra artística. La sacristía de esta iglesia es cómoda y espaciosa, y recorre todas sus paredes un alto friso de madera tallado con gusto y delicadeza, y una hilera de armarios donde se guardan los ornamentos y las alhajas. El pórtico de esta iglesia merece también una mención especial. Está formado de atrevidos árcos de madera, cuya ensambladura es notable para la época en que se ejecutaron. En el anchísimo espacio que cubren, embaldosado perfectamente, pueden cobijarse más de dos mil personas. Sirve de paseo en los días lluviosos, y es el punto de reunión de los durangueses acomodados.
(Echegaray Corta, 1915-1921, pp. 702-703)

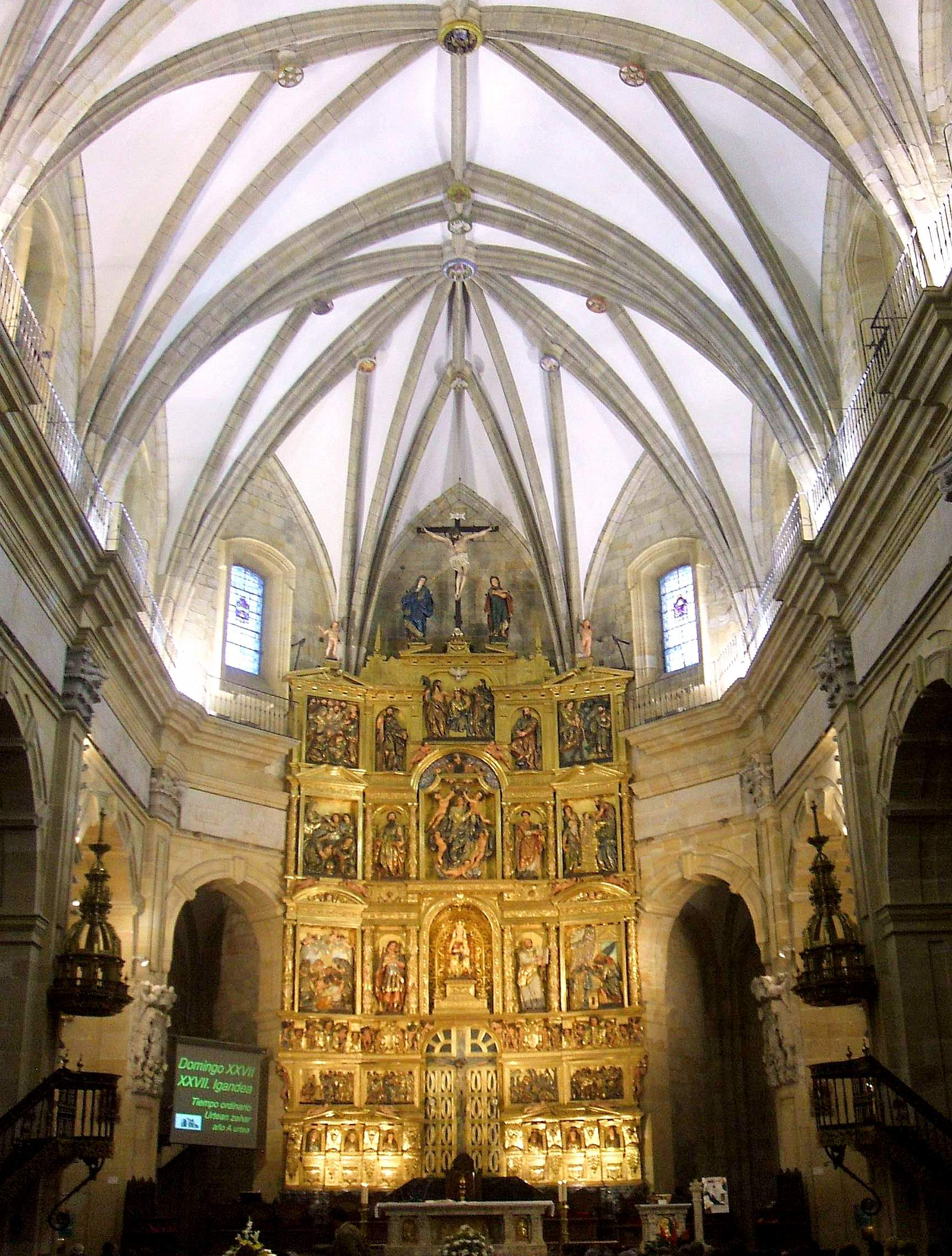
Cabecera de la iglesia de Santa María de Uribarri.

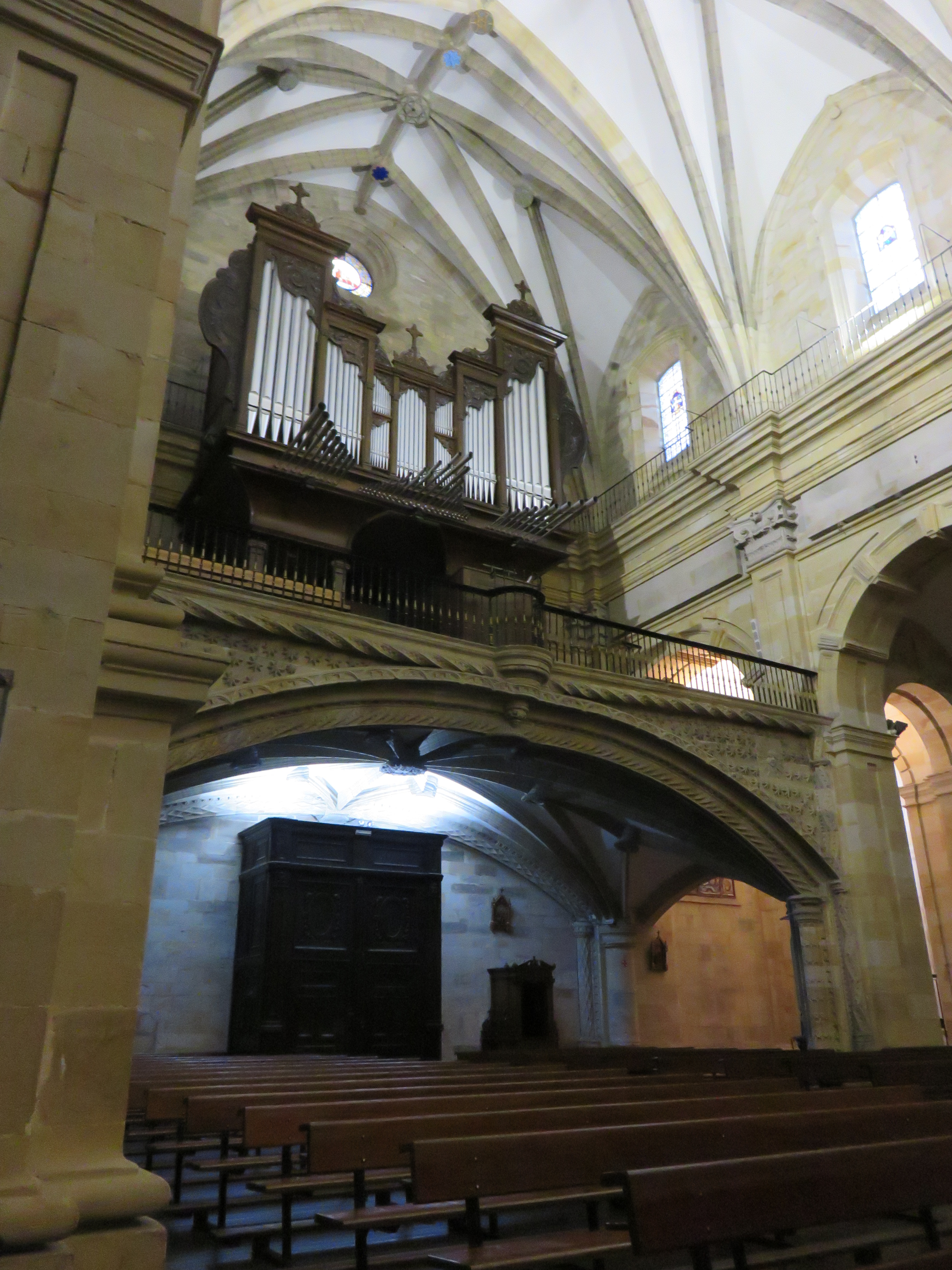
Coro y órgano de la iglesia de Santa María de Uribarri.

El templo consta de tres naves, siendo la central más alta y amplia que las laterales, en las que se abren algunas capillas. La cabecera está conformada por un ábside  octogonal tras el cual se alza la torre campanil, sobre el vestigio de la antigua casa torre. La nave central se alza sobre columnas clasicistas que se completan con pilastras cruciformes y corintias compuestas sobre los que apoyan arcos de medio punto y se abre un Ándito descubierto con antepecho de forja que recorre todo el perímetro del templo. Las naves están abovedadas en crucería destacando la central donde es más compleja con bóveda de terceletes. A los pies se levanta el coro apoyado en un amplio arco escarzano ricamente decorado con  enjutas tachonadas de estrellas, imaginería y bóveda de crucería, con claves labradas.
El exterior está dominado por los contrafuertes lateares y a los pies un porche con elegante friso de triglifos y metopas que cobija una de las entradas. Este porche es un templete de planta cuadrangular cubierto con armadura de madera. En dos de los lados se abren dos grandes arcos de medio punto con intradós casetonado que se apoyan en pilastras cajeadas con capitel dórico. Se cobre con un tejado con un  alero poco volado con canes de perfil zapata-cartón con cordoncillo central. La portada, que se inscribe dentro del programa de una portada en arco de triunfo, fue diseñada por Domingo de Anitua y construida por Martín de Arriluceaga. Está conformada por dos pisos sobre alto zócalo. En el piso inferior se ubica un cuerpo de seis pilastras  lisas  sobre las que se apoya una  cornisa toscana. En el centro se abre un arco de medio punto dovelado con  lave resaltada que está flanqueado por los cuatro de los soportes de forma pareada. Sobre este arco  hay una hornacina de medio punto avenerada en la que se halla una imagen de Santa María. El cuerpo superior es una prolongación del inferior mediante las cuatro columnas centrales. Se forman dos nichos arquitrabados en el que el inferior alberga un escudo de armas de Durango fechado en 1636 quedando el nicho superior vacío. El conjunto culmina en un frontón en cuyo tímpano de decora con un tondo de placa.
La entrada por el lado de la Epístola, realizada por el cantero Sebastián de Zarraga sobre un diseño del maestro cantero Bengoechea que modificó, se distribuye en dos niveles, el inferior está formado por un cuerpo de pilastras pareadas toscanas que sostienen un entablamento liso, mientras que el superior es una hornacina avenerada en la que hay una figura del  Sagrado Corazón de Jesús (de traza reciente). El conjunto se remata con un frontón recto rematado en pináculos bulbosos. El ingreso se hace con un arco de medio punto, sobre pilastras cajeadas con capiteles toscanos.
El elemento más representativo  y espectacular de todo el conjunto es el gran pórtico del lado sur. Es  un espacio de grandes dimensiones de planta rectangular, con las esquinas achaflanadas, abierto a la calle por una arquería de doce arcos de medio punto, con intradós cajeado. La cubierta está resuelta con una gran estructura de madera de diez tirantes en arco carpanel grapados con otros rectos que descansan en apeos verticales recibidos por pilastras en el muro del templo.
La torre de 44 metros de altura es anterior al propio templo al estar construida sobre la casa torre de Arandoño. Consta de tres cuerpos escalonados decorados con pináculos y tracería. Cerrando el muro de la parte del mediodía con la cabecera se alza  un husillo poligonal cubierto con espadaña.

### Mobiliario
En el mobiliario de Santa María de Uríbarri destaca el soberbio retablo mayor de tipo romanista de finales del siglo XVI realzado por uno de los mejores regalistas que ese tiempo en el País Vasco, el maese Martín Ruíz de Zubiate. Junto a él el templo tiene una completa  colección de retablos laterales, imágenes y púlpitos relevantes, entre las piezas más destacadas está la cajonera de la sacristía de estilo rococó.

#### Retablo Mayor
El retablo del Altar Mayor de Santa María de Uríbarri fue realizado entre el año 1578 y 1590 por el retablista y escultor  Martín Ruíz de Zubiate con la intervención de Juan de Anchieta. Se trata de una gran obra de estilo renacentista bajo la advocación de  la Asunción de la Virgen María. Está ubicado en el ábside de la iglesia plegándose a la forma del mismo. Tiene tres cuerpos divididos en cinco calles y se corona con un calvario al que acompañan un par de ángeles desnudos. La estructura está dividida en casillas, rematadas por frontones curvos y triangulares, mediante columnas que albergan relieves y esculturas no dejando espacios libres al utilizar la técnica conocida como horror vacui o “miedo al vacío” que ocupa los espacios mediante una basta decoración basada en  formas vegetales y animales, rostros humanos y angelitos. Los tres cuerpos se apoyan en un amplio banco de dos alturas.
La imaginería corresponde a la moda del siglo XVI, a excepción de la imagen central de la "Virgen con el Niño" que es anterior, y es de estilo romanista (influencia directa de la obra de Miguel Ángel en Roma) de la que es característica la definición anatómicas de las figuras, especialmente, los desnudos.
El tema principal, la vida de María como Madre de Dios, está desarrollado en la calle central en el que destaca el camarín central que alberga una imagen de la Virgen con el Niño, sobre la que se ubica una imagen de la Asunción de la Virgen acompañada por  la figura de Dios Padre y, encima, la Coronación de la Virgen, todo ellos rodeado de esculturas de santos y apóstoles.

##### Banco
En la parte baja del banco o sotobanco hay una colección de seis relicarios en forma de busto, tres  cada lado,  y en el centro, en el lugar donde destinado al sagrario, un crucifijo hispano-flamenco de estilo gótico. Todo el espacio está estructurado mediante las divisiones realizadas con guirnaldas y motivos vegetales, a cada lado del espacio central, ocupado por el cristo crucificado, se ubican tres bustos femeninos que representan a mujeres con lujosos vestidos y tocados, son relicarios en los que se guardan reliquias de santas veneradas por la Iglesia Católica. Estos tipos de relicarios no son habituales en los retablos de Vizcaya.
En la parte alta del banco hay una serie de relieves que narran la Pasión de Cristo, comenzando por “La Última Cena”, luego la “Oración en el huerto”, “El Prendimiento” y por último la presentación de “Jesús ante Anás”.
El relieve de la calle de la derecha narra la “La Última Cena” justo en el momento en que Jesús anuncia que  va a ser traicionado por uno de los presentes y establece el sacramento de la eucaristía. Se ven gesto de sorpresa y  parecen conversar entre ellos. La característica de la representación es la distribución de los apóstoles en torno a la mesa y la gran cantidad de detalles cotidianos que hay, platos, cuchillos, copas… El centro lo ocupa la figura de Cristo que con Juan. Jesús bendice la mesa con la mano derecha mientras en la izquierda tiene un trozo de pan. 
El hueco de la cuarta calle está ocupado por el relieve de la “Oración en el huerto” mostrando el momento en que Jesús, junto a Pedro, Santiago de Zebedeo, también llamado Santiago el Mayor, y Juan se retira al huerto de Getsemaní, un huerto de  olivos, a orar consciente de que va a ser apresado y crucificado. En el momento en que se muestra la doble identidad de Cristo, como hombre y como Dios cuando expresa "Padre, si puedes aparta de mí este cáliz, pero no se haga mi voluntad sino la tuya". El conjunto representa a Jesús arrodillado rezando y ante él un ángel que le ofrece un cáliz  mientras que los acompañantes están dormidos.
El relieve de la segunda calle muestra el  “Prendimiento de Jesús” cuando llegan los soldados del Sanedrín junto a Judas Iscariote para detenerlo. El conjunto  muestra el momento en el que es llevado preso por un guardia mientras que Pedro con la espada en la mano derriba a otro en un intento de evitar el arresto. Jesús aparece en el centro del cuadro vestido con una túnica azul y con actitud de sometimiento. La escena es muy expresiva y rica en policromía con muchos tonos dorados.
En la primera calle, la de la izquierda, está el relieve que culmina la historia que se narra, es la  presentación de  “Jesús ante Anás”. Anás era uno de los sacerdotes que formaban el Sanedrín, el consejo de los jueces judíos. La escena, de gran expresión, muestra a Jesús, en el centro de la misma, atado de manos y sujeto por el pelo por un soldado mientras otros lo rodean. Frente a él el juez Anás. Todo ellos expresado con mucho detalle en loas vestimentas y resto de  elementos como cascos, lanzas o escudos.

##### Primer cuerpo

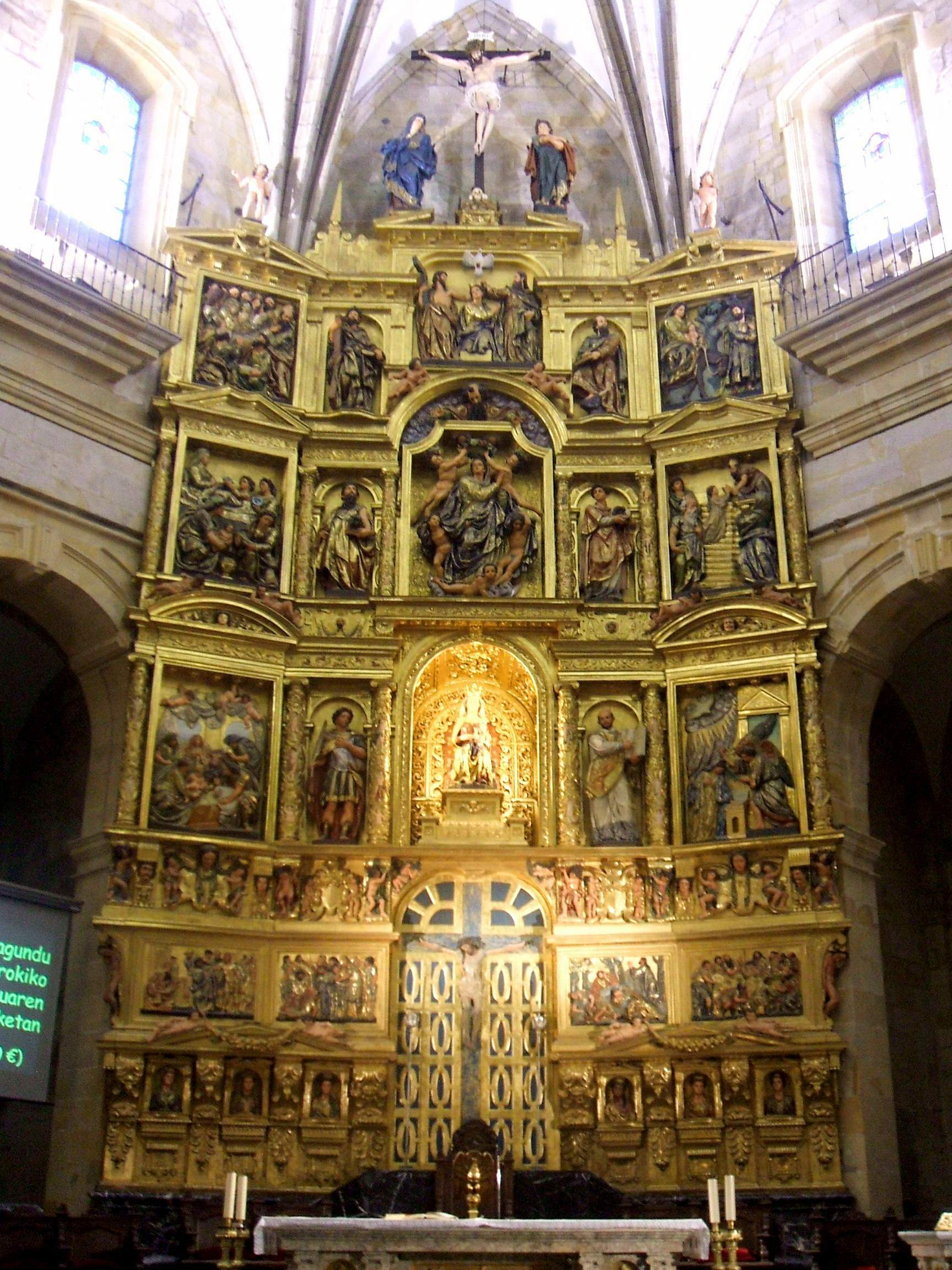
Retablo Mayor de la iglesia de Santa María de Uríbarri

En el primer cuerpo se encuentra, en el centro en el gabinete principal, una imagen gótica de la "Virgen María", al lado derecho una imagen  de San Ignacio de Loyola, patrón de Vizcaya y un relieve dedicado a “La Anunciación”. A la izquierda, un relieve de la “Adoración de los pastores” y una imagen del patrón de Durango San Fausto mártir.
La imagen de la "Virgen María", conocida por el nombre en euskera de "Andra Mari", es la imagen más antigua del retablo. Es de estilo gótico y representa a la Virgen sentada con el Niño en brazos. Se estima que fue repintada en el siglo XVI cuando se colocó en el retablo.
El hueco de la calle de la izquierda del primer cuerpo está ocupado por un relieve de que representa la "Adoración de los pastores". En ella se ve a María con el Niño en los brazos con la mano derecha levantada en actitud de bendecir. Delante de ellos un pastor se arrodilla ofreciendo una cordero, elemento que recuerda al observador el papel de Cristo redentor y del Cristo "cordero de Dios". Junto a María se halla José y a su lado otros dos pastores, así como la mula y el buey que tradicionalmente acompañan al nacimiento de Cristo en el Portal de Belén. Sobre el grupo de gente tres ángeles desnudos mantienen una rica cortina que complementa el carácter divino de la escena. Todo el relieve está ricamente policromado y con mucho detalle en las ropas de los personajes. Las figuras son netamente romanistas.
En la calle de la izquierda se encuentra el relieve que muestra la "Anunciación", en él se muestra a María recibiendo  al arcángel Gabriel enviado por Dios para decirle que va a ser la madre del Salvador. El arcángel le ofrece unos lirios blancos, símbolo de pureza y virginidad mientras María está leyendo un libro con la mano izquierda sobre él y la derecha en el pecho. Sobre ella el Espíritu Santo en forma de paloma blanca. Está representación está unida muy directamente al  misterio de la Encarnación, uno de los fundamentos del cristianismo ya que en representa el momento en el que Dios se hace hombre para salvar a la humanidad del pecado, en una concepción milagrosa y divina de Cristo. El conjunto, muy expresivo, está realizado con una muy buena calidad de talla y rica policromía.
En la segunda calle se ubica la imagen de San Fausto mártir, patrón de la localidad, representado con capa, coraza y el faldellín propio de las milicias romanas ya que se trata de un soldado romano convertido al cristianismo y mártir por ello. En la mano derecha lleva una palma como símbolo de victoria de los mártires sobre la muerte. La escultura es de calidad y está ricamente policromada con excelentes detalles en los ropajes y uniforme.
En la cuarta calle se encuentra la imagen de San Ignacio de Loyola, patrón de Vizcaya junto a San Valentín de Berriochoa, y fundador de la Compañía de Jesús. Se le representa con el libro de reglas de la Compañía en la mano izquierda y señalando con la derecha el lema de los jesuitas "Ad Maiorem Dei Gloriam" (en castellano  “a la mayor gloria de Dios”). La imagen está realizada con un cuidado exquisito en los detalles de los ropajes y de la expresividad del gesto haciendo gala del estilo romanista.

##### Segundo cuerpo
El segundo cuerpo tiene en el extremo izquierdo un relieve de la “Natividad de María” y en el derecho otro de la “Presentación de María en el templo” el centro está dedicado a la “Asunción de María” realizado en altorrelieve con un Dios Padre sobre él, con la imagen de San Bernabé a la izquierda y San Esteban protomártir a la derecha.
El tema principal de este cuerpo es el de la  Asunción de María que ocupa el cuerpo central. Representa a la Virgen María sobre nubes  transportada por cinco Ángeles desnudos sin alas que mantienen una corona de flores sobre ella. Sobre el cuadro de la asunción de María está la figura de "Dios Padre" representado como un anciano de barba larga y rizada rodeado de nubes con los brazos abiertos en actitud de acoger a María en la Gloria. Sobre el marco circular que define el frontón hay dos ángeles desnudos. La talla de las nubes de formas sinuosas dan dinamismo a la escena. Destaca la expresividad del rostro de Dios y la policromía general.
El relieve de la calle de la izquierda del segundo cuerpo muestra el nacimiento de la Virgen, lo que es conocido como  la “Natividad de María”. Se muestra a la madre Santa Ana, recién parida atendida por dos mujeres mientras que otras dos están lavando a criatura recién nacida. En escena, muy expresiva,  destacan las ricas ropas de cama y los vestidos, todos ellos muy coloreados donde prima el dorado. También es de señalar la anatomía de la bebe, propia del estilo romanista.
El relieve de la calle derecha representa “La Presentación de María en el templo”, es decir la costumbre judía de presentar a los niños recién nacidos a los sacerdotes. En la escena se ve el momento en que los padres de María, Joaquín y Ana presentan la presenta en el templo de Jerusalén donde son recibidos por sacerdote Baraquías y una doncella, que profetiza que será la madre del Mesías.  
El segundo cuerpo del retablo se complementa con sendas imágenes en sus calles pares, en la segunda calle hay una imagen de San Bernabé, convertido al cristianismo y compañero de Pablo de Tarso en sus predicaciones. Muerto por apedreamiento en Salamina, actual Chipre. Se le representa con un libro y  sobre él un montón de piedras, en alusión a su martirio. La imagen destaca por la expresividad de la postura ligeramente ladeada mirando al frente con el brazo izquierdo descubierto y bien definida la musculatura al gusto de Miguel Ángel.
En la calle cuarta se encuentra la imagen de San Esteban, también martirizado por apedreamiento tras ser acusado de blasfemia. Se le representa como una persona joven, sin barba y vestido de diácono. Al igual que San Bernabé, se le representa con un libro en las manos y sobre él un montón de piedras. Es una figura rica en la expresión y el detalle de los ropajes. En la policromía destaca el rojo y el dorado, en especial en la dalmática.

##### Tercer cuerpo
El tercer cuerpo y último, tiene en la calle izquierda un relieve de la “Dormición de María”  seguido de la imagen de San Andrés. La calle central está ocupada por el altorrelieve de la “Coronación de la Virgen”  mientras que la calle de su derecha está ocupada por la imagen de San Lucas evangelista y en el extremo derecho el relieve dedicado a la “Huida a Egipto”.
La "Coronación de la Virgen" es el tema principal del último cuerpo del retablo. Representa a la Virgen como "Reina de los Cielos"  y rodeada de la Trinidad, a la  izquierda el Hijo, representado como un hombre joven con el dorso semidesnudo y portando una cruz, a la derecha el Padre, representado como un hombre  maduro con barba larga y vestido largo y sobre la Virgen el Espíritu Santo representado en forma de paloma blanca con las alas extendidas. Este trema cierra la narración de la calle central, la Virgen Madre de Dios asciende a los cielos y es coronada reina de los cielos siempre bajo la observación de Dios Padre.
El hueco de la calle de la izquierda está ocupado por un relieve en el que se muestra la "Dormición de la Virgen" en el que se expresa como la Virgen, acompañada de los apóstoles,  se queda dormida para ser llevada, en cuerpo y alma, al cielo  donde permanecerá en compañía de su hijo Jesucristo por toda la eternidad. En el relieve se ve a María tendida en una cama con un  crucifijo en las manos rodeada por los apóstoles. El más próximo a ella, que se muestra sujetándola por los hombros, es Juan, representado como un joven sin barba. La escena toma viveza con la figura de uno de los apóstoles, con barba larga, que mira directamente al observador. Destaca en el conjunto la expresividad de los rostros, la policromía y los detalles dorados.
En el lado opuesto, en la calle de la derecha, la escena que se narra es la "Huida a Egipto". La salida de la familia de Cristo hacia Egipto huyendo de la orden del asesinato de todos los niños menores de dos años, hecho conocido como la "Matanza de los Inocentes", que el rey Herodes dio al enterarse de que había nacido el "Rey de los Judíos". El relieve representa a María que lleva en sus brazos al Niño desnudo a lomos de un burro que es conducido por José, que va delante y mira a su mujer e hijo, en un paraje con  árboles. En las tallas destaca la expresividad del rostro de José, la delicada policromía, muy cuidada en los ropajes.
Las calles dos y cuatro  están ocupadas por sendas imágenes de santos. En la segunda calle, la de más a la izquierda, está la imagen de  San Andrés caracterizado por portar en la mano izquierda un libro y en la derecha una cruz en aspa (cruz de San Andrés) en la que, según la tradición, fue  ejecutado. La figura destaca por la expresión de la cara, que mira al cielo,  reforzada  por los rizos de su cabello y barba, y la rica policromía de sus vestimentas.
Al otro lado, en la derecha en la cuarta calle, se encuentra la imagen de San Lucas representado sobre un toro y con un libro y una pluma en las manos aludiendo a su condición de evangelista y escritor de los Hechos de los Apóstoles. La expresión y actitud de su cara, que mira al frente de forma determinada hacia el horizonte, junto al cabello y su barba muy detallados. destaca el colorido de los ropajes, adornados con motivos en oro.

##### Cornisa
El retablo culmina con un Calvario que ocupa las tres calles centrales, mientras sobre las laterales se han situado angelitos desnudos.
La representación del "Calvario" muestra a un Jesús crucificado acompañado por su madre y el apóstol Juan, su discípulo predilecto. La cruz se apoya en una calavera que alude al monte donde se realizó el hecho, el monte Gólgota, palabra que se traduce como "lugar de la calavera", y también, según una leyenda medieval, recuerda que la cruz se realizó con un árbol que brotó de la calavera de Adán. Todo el conjunto es de excelente calidad, destacando los ropajes de las figuras y la anatomía del crucificado.

#### Retablos colaterales
Retablo del Arcángel San Miguel

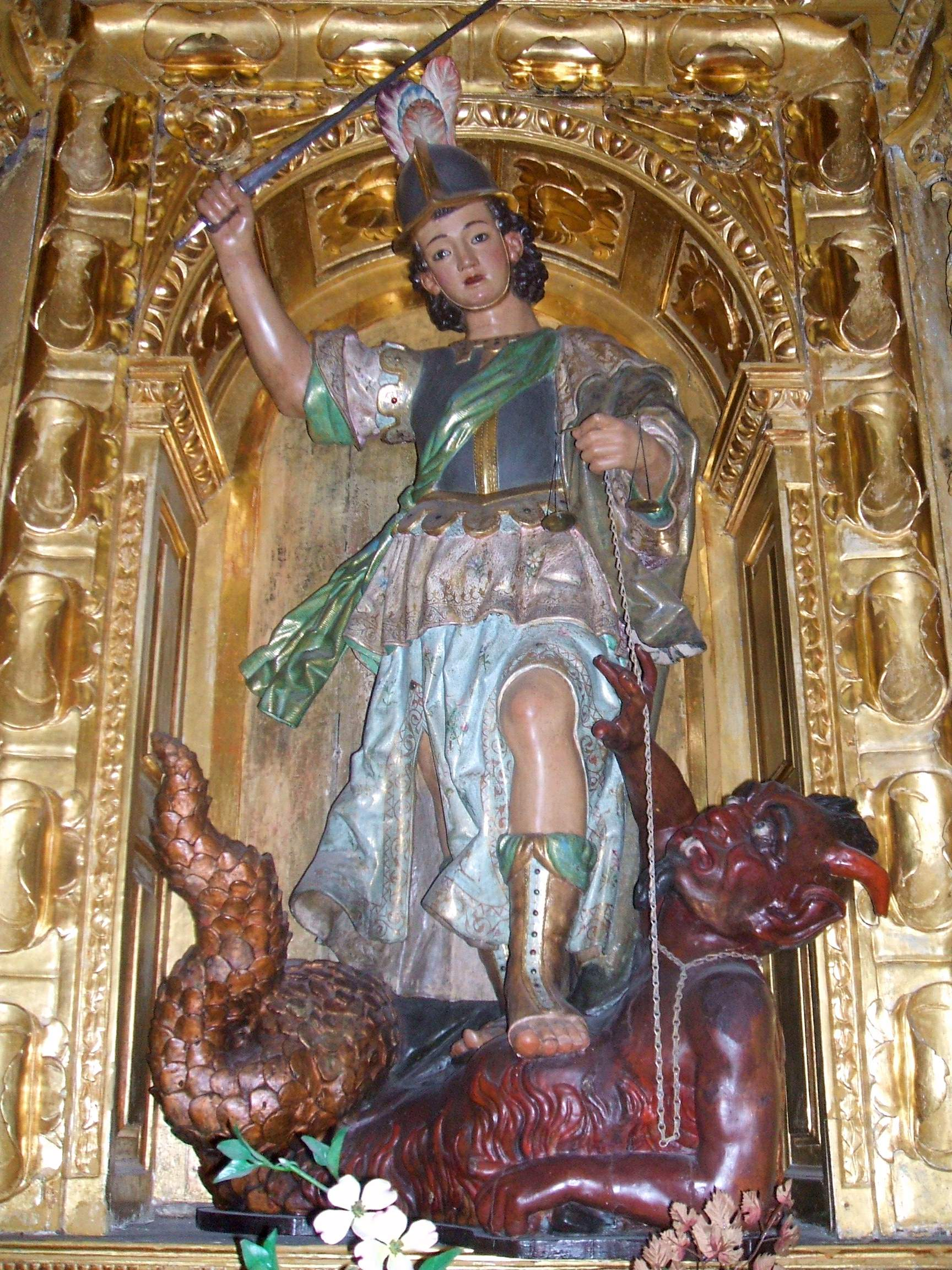
Imagen del Arcángel San Miguel

El retablo del Arcángel San Miguel, ubicado en el lado de la Eucaristía, es de estilo barroco y se centra en la imagen de Arcángel San Miguel del siglo XVII acompañada de dos imágenes contemporáneas, una del  Arcángel San Rafael y la otra del Santo Ángel de la Guarda y en la caja central del ático un escudo de armas de la localidad. El retablo está conformado por el banco, el cuerpo enmarcado entre sendas columnas salomónicas emparradas y el ático. Fue realizado en 1678 por el retablista y escultor Domingode Ascorbebeitia.
Imagen de  Cristo Yacente
Situado al fondo de la nave, bajo el coro, se encuentra la capilla de Cristo yacente, una imagen realizada en el siglo XX que fue utilizada como paso de Semana Santa. La capilla está cerrada por una reja de forja barroca realizada por el rejero Andrés de Landáburu en 1701.

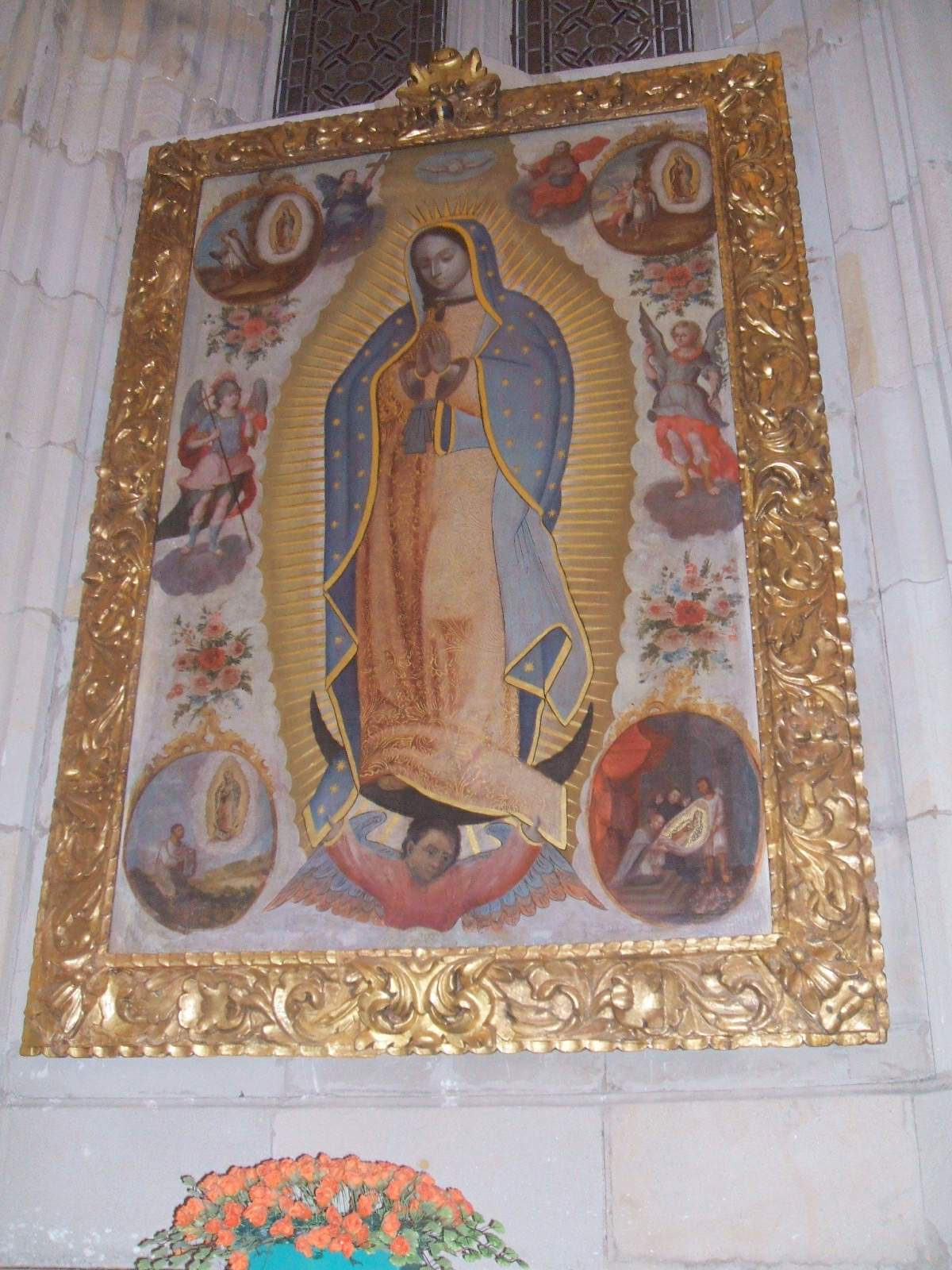
Lienzo de la Virgen de Guadalupe.

Capilla de San Pedro de Verona y la pila bautismal.
También en los pies de la nave y bajo el coro, pero ya en el lado del Evangelio, se sitúa la capilla dedicada a San Pedro de Verona en la que halla la pila bautismal. 
Retablo de San Antonio de Padua.
Siguiendo por el lado del Evangelio se encuentra el retablo neoclásico de San Antonio de Padua. Está estructurado en banco, cuerpo de una calle enmarcado en columnas sobre el que se alza un frontón triangular. es una donación realizada hacia 1865. La imagen de San Antonio de Padua es de mismo tiempo que el retablo.
Retablo de San Martín Obispo.
También en este lado se ubica el retablo dedicado a San Martín Obispo con una talla del mismo del siglo XVIII y otras dos, una de San Ramón Nonato y San Basilio Magno de principios del xx, todo ello coronado por icono moderno de la Virgen del Perpetuo Socorro. Es de estilo ecléctico y consta de banco, cuerpo de tres calles definidas por columnas estriadas y de un ático. Fue realizado hacia el año 1900.
Retablo de la Inmaculada Concepción.
El retablo de la Inmaculada Concepción se centra en una talla de esta  y está coronado por un altorrelieve barroco de la Santísima Trinidad. Junto a la imagen de la Inmaculada se se encuentran las de San Pedro Claver y San Francisco Javier, ambos jesuitas. El retablo es de estilo barroco  y consta de banco, de un cuerpo dividido en tres calles separadas por columnas salomónicas con decoración de follaje y un ático en cascarón donde se ubica el bajorrelieve de la trinidad. Fue una donación realizada hacia el año 1730.
Retablo de  San José, esposo de María.
Este retablo cierra el lado del Evangelio y debió estar dedicado a Santiago peregrino cuya imagen se ubica en lo alto del mismo. Bajo él tres imágenes barrocas, el mismo estilo que el retablo, la central de  San José con el Niño en brazos y a sus lados San Crispín y San Crispiniano.
Retablo del  Sagrado Corazón de Jesús y Santo Sagrario.
En este retablo, que abre la colección de retablos del lado de la Eucaristía,  se ubica el sagrario, anteriormente ubicado en el centro del banco del retablo mayor. Consagrado al Sagrado Corazón de Jesús cuya imagen se encuentra en el centro del mismo y está acompañada por las de San Vicente Ferrer y San Pedro Nolasco quien fue el  fundador de la Orden de la Merced todas ellas barrocas del siglo XVIII. En el ático la Virgen de Fátima de factura del siglo XX. Es de estilo barroco realizado por el retablista Miguel de Villanueva en 1716 con policromía de 1733. Este retablo sirvió de modelo al de San José y la policromía de ambos fue donación de Juan Bautista de Arespe.
Lienzo de la Virgen de Guadalupe
Un lienzo de la Virgen de Guadalupe, es una obra barroca copia fiel del original realizada hacia el año 1770. Fue regalado a Durango en 1951 por Salvador Ugarte, Durango fue cuna del que fue primer obispo de México y contemporáneo con las apariciones marianas, Fray Juan de Zumárraga.
Retablo de las Benditas Ánimas del Purgatorio.
Justo antes de llegar a la puerta de entrada al templo se halla el retablo dedicado a las Benditas Ánimas del Purgatorio  que está dividido en 3 planos bien diferenciados, escoltado por las tallas de Santa Teresa de Jesús y Santa Teresa de Lisieux.

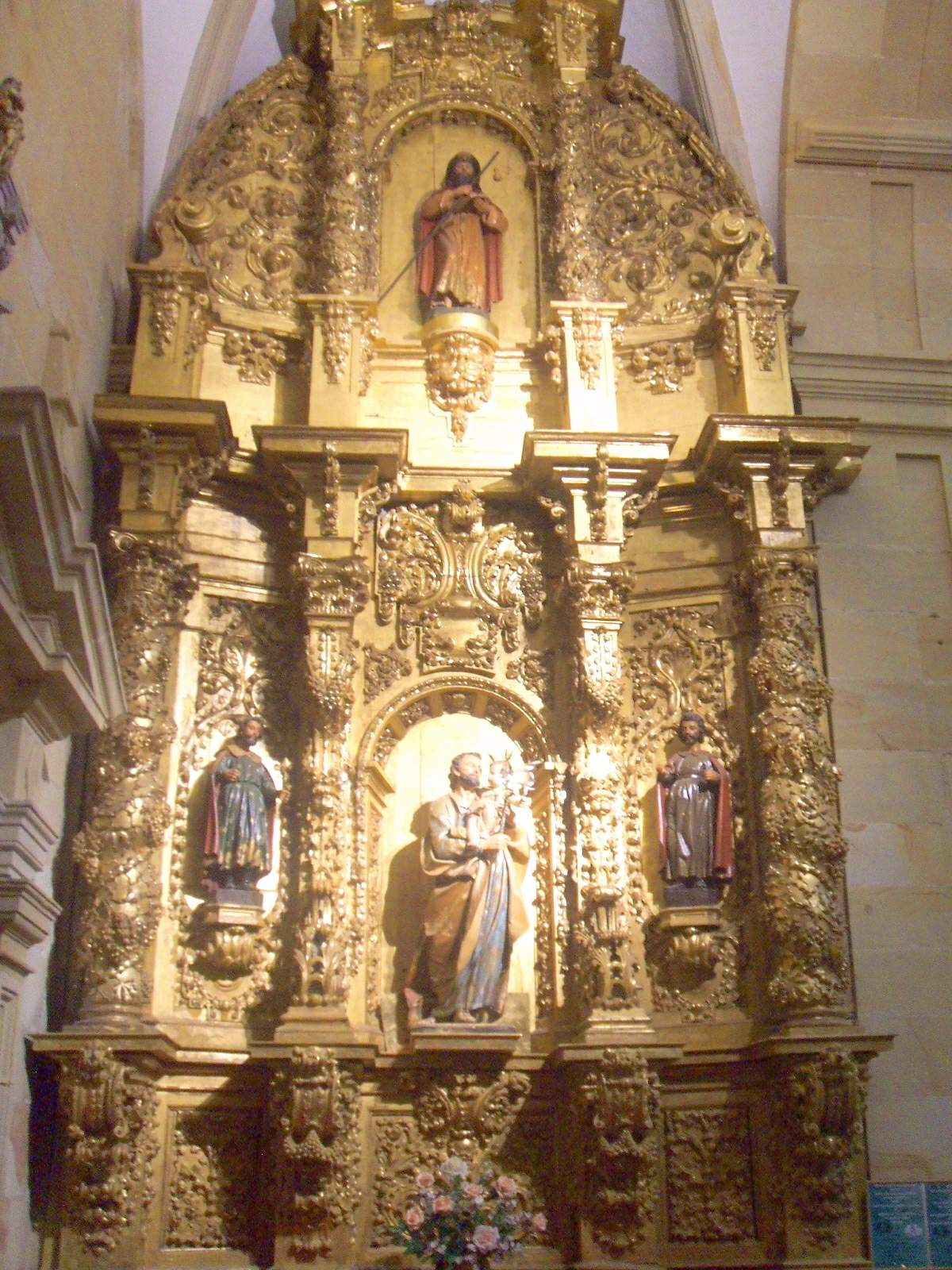
Retablo de San José esposo de María.
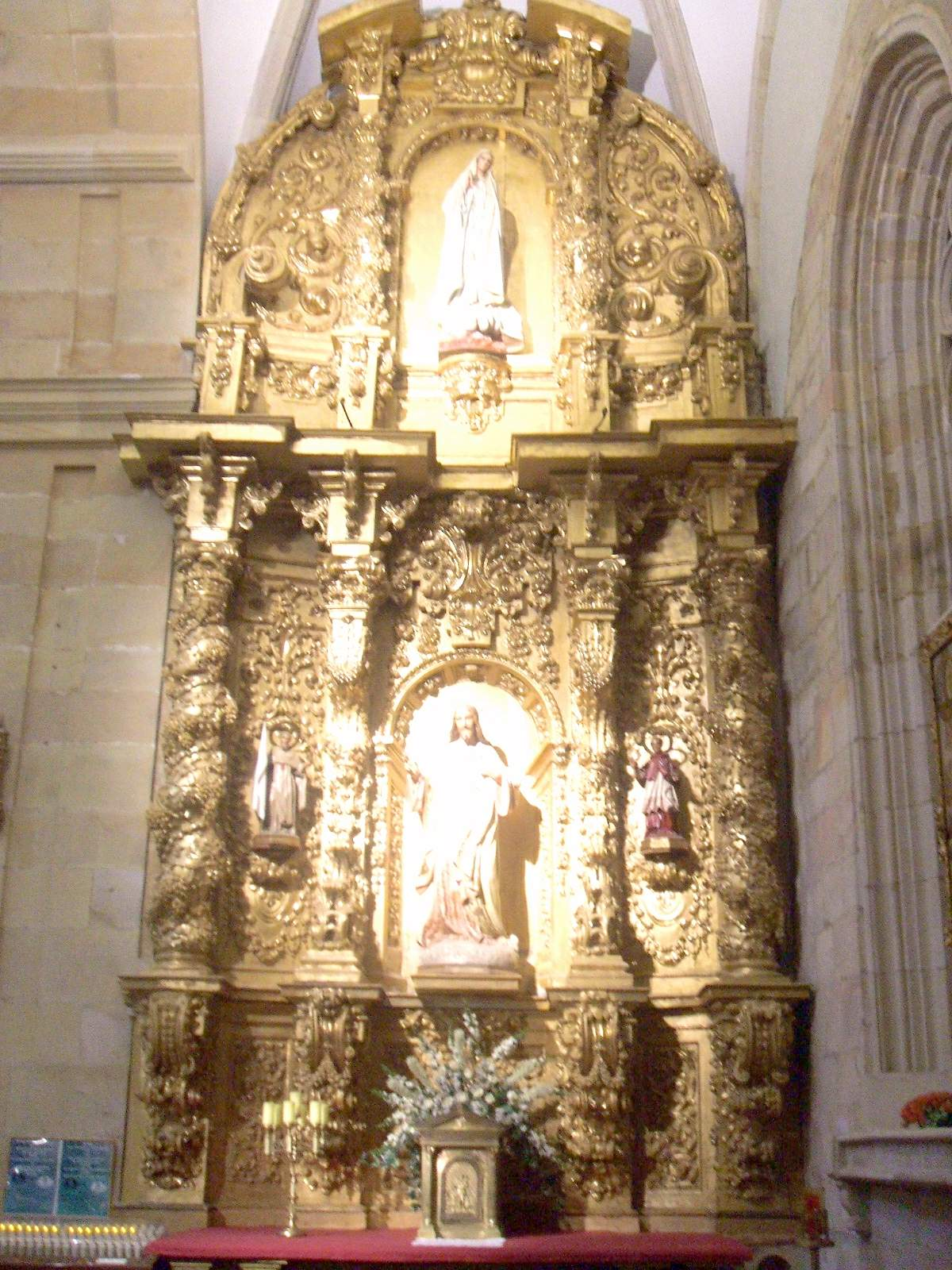
Retablo de el Sagrado corazón de Jesús.
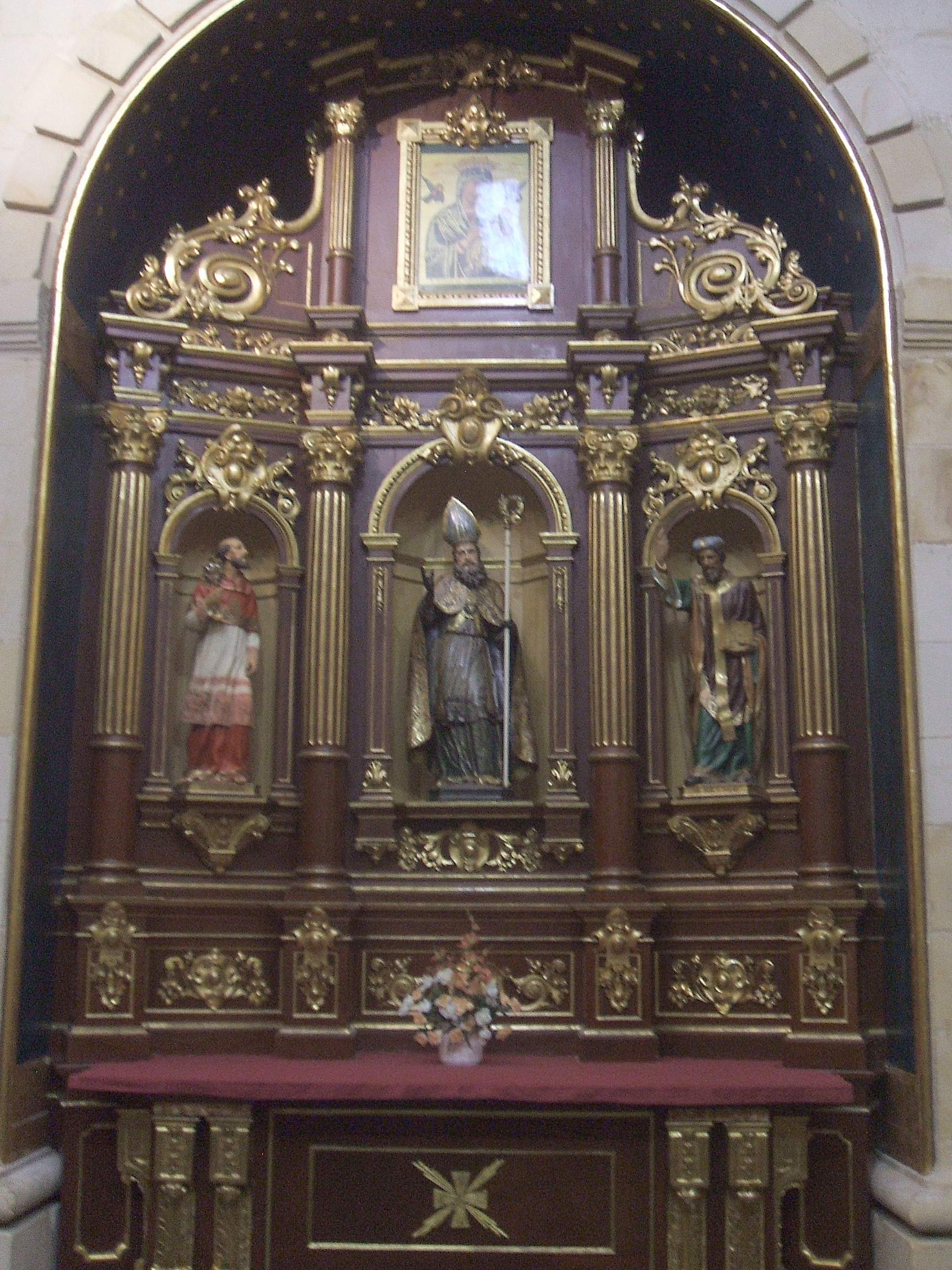
Retablo de San Martín obispo.
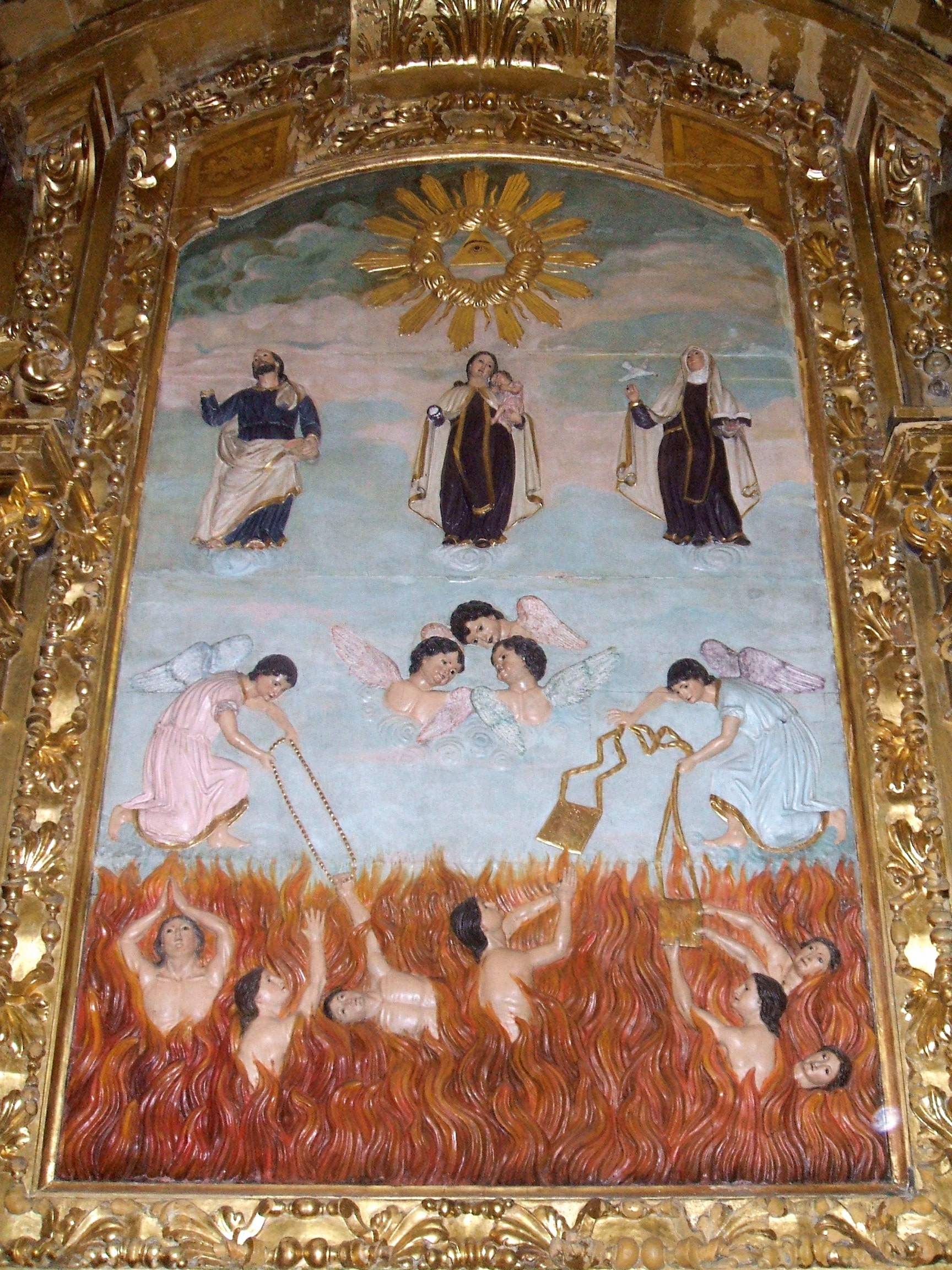
Retablo de las Benditas Ánimas del Purgatorio.

#### Los púlpitos, escudos y vidrieras
Apoyados en las dos primeras columnas de la nave central se ubican, a cada lado, sendos púlpitos  de estilo barroco, la escalera y el antepecho tienen una barandilla de hierro forjado realizada por el herrero especializado en rejas de Elgoibar Antonio de Elorza en 1730, el guardavoces de madera, del mismo año, es obra de Rafael Zaballa. La tradición cuenta que uno de ellos es el original mientras que el otro es obra es más moderno, obra de un herrero local sin que se sepa cual es.
A ambos lados del ábside se ubican sendos  escudos de armas de la villa realizados en piedra arenisca y ricamente adornado, de estilo barroco, fechado en 1733.
Todas las vidrieras del edificio están realizadas después de la recuperación del templo tras los daños sufridos en la guerra civil, algunas de ellas, como la situada en el lado de la epístola tras el altar mayor, son de estilo cister-gótico con motivos vegetales y geométricos, que fueron realizadas por la empresa de Cuenca Vitrea vidrieros en 2003.

#### El órgano

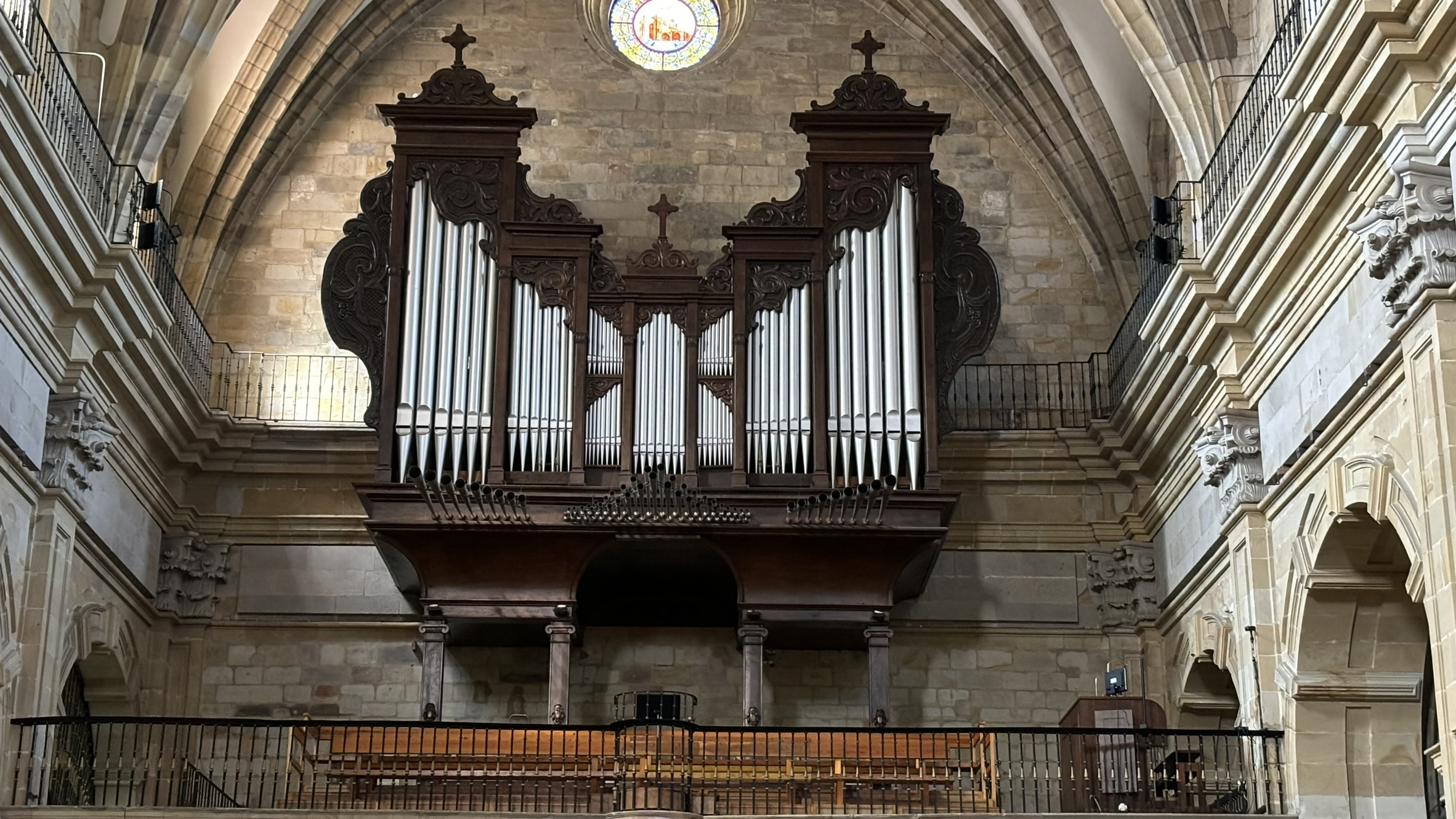
Órgano de la iglesia de Santa María de Uríbarri

Desde la desde comienzos del siglo XVII.de la iglesia de Iglesia de Santa María de Uríbarri ha habido cinco órganos  En 1596 se inició la construcción del primer órgano obra de  Vicente Alemán que finalizó dos años antes de su muerte en 1604. En 1626 se cambia la ubicación del instrumento y se sitúa en la capilla de San Sebastián que se encontraba donde ahora está el acceso al camerín de la virgen en el retablo Mayor, junto al sagrario, entre el ábside y la sacristía. Esto ocurrió a la vez que se realizaban las obras de reforma en la que desmontaron la bóveda de la nave central y construyeron las naves altearles.
Entre los años 1722 y 1723 se construye un nuevo instrumento que se vuelve a renovar en 1781 que "se habría de colocar en el coro de Santa María" según lo recogido en acta. El trabajo es encargado al organero, nacido en Elorrio, Santiago de Herdoiza, que se inauguró el año siguiente. En noviembre de 1800  se reforma el instrumento ampliándolo con el registro de Violón, trabajo que realiza Francisco Santiago de Herdoiza hijo Santiago de Herdoiza que lo había construido.
En junio de 1855 el maestro organero Pedro Roqué realiza reparaciones en el instrumento y, ya a finales de ese siglo, en 1890 los talleres de Aquilino Amezua de Barcelona realiza una profunda reforma del mismo que fue de la mano del organero vizcaíno Lope Alberdi. La reforma fue tan profunda que se llega a poder hablar de "un nuevo órgano de Aquilino Amezua". El instrumento se hallaba en una caja ligeramente elevada en el coro del templo apoyado sobre el muro del lado norte. Este instrumento fue destruido en el bombardeo de Durango el 31 de marzo de 1937.
En el contexto de la reconstrucción del templo se encargó la construcción de un nuevo órgano a la casa alemana Walcker de Ludwigsburg. Tras llegar el material a Durango se encargó de su montaje el técnico alemán Juan Braun Gelssler ayudado por P. Honorio en colaboración de unos carpinteros de Deva. El nuevo instrumento tuvo un coste de unas 140.000 ptas. Se inauguró  en junio de 1943.
En el año 2008 los organeros de Otxandio, J. Sergio del Campo Olaso y Alejandro Turanzas Guerra realizan una restauración del instrumento. En la intervención se cambiaron las válvulas que controlan el paso del aire entre los canales de registro y los tubos. La operación se realizó por fases, antes de 2008 fueron cambiadas por los organeros Bernal y Korta de Azpeitia las correspondientes al tercer teclado (Recitativo) y después las correspondientes a las demás partes del instrumento (Gran Órgano, Positivo y Pedal), también se revisó la estanqueidad lograda en el sistema de cierre de los canales de registro y la reposición del sistema de empuje que controla la apertura de las persianas de expresión del Recitativo que fue desarrollado por la casa italiana Eltec Automazioni.
En la intervención realizada en 2008 se realizó la limpieza de todo el conjunto y la aplicación de insecticida en las zonas afectadas por la carcoma Se desmontaron los tramos de tubería, los soportes o panderetes que sustenta verticalmente a la misma y las tapas de los secretos y demás partes de madera que fueron desmontadas (tubos, panderetes y tapas).
Se desmontaron as 1.127 las membranas neumáticas que controlan el paso del aire hacia los tubos en sus cinco tamaños diferentes, se eliminaron las tiras de tela que recubrían los asientos de las tapas que cerraba los canales de los registros, así como la cola que los fijaban. Se cambió el papel y la tela por tiras de piel gruesa bien curtida consiguiendo una estanqueidad mucho más perfecta que repercutirá positivamente en el rendimiento general del instrumento. Luego se colocaron las membranas nuevas en el interior de los canales de los registros y la reposición de la tubería y su posterior  regulación y afinamiento. e revisaron las artes eléctricas reparando los daños más evidentes. Se limpió y mejoró la consola, no llegando a una reparación integral de la misma, quedando pendientes reparaciones importantes como la transmisión eléctrica; la restauración de la fuellería con bastantes daños; y una revisión de la armonización de los registros de lengüetería, especialmente el la franja grave.

##### Características del instrumento
El órgano de la  Iglesia de Santa María de Uríbarri fue construido en 1943 por encargo a la empresa alemana  Walcker de Ludwigsburg para sustitución del instrumento anterior destruido en el bombardeo de Durango en marzo de 1937. Consta de:
- Registros

| Gran Órgano | Positivo                                                                                                 | Recitativo | Pedal                                                                                 |
| --- | --- | --- | ------------------------------------------------------------------------------------- |
| Gran Flautado Violón 16' Flautado Principal 8' Flauta Armónica 8' Salicional 8' Octava 4' Quincena 2' Lleno (4-5 h) Trompeta de Batalla 8' | Principal 8' Viola de Gamba 8' Voz Celeste 8' Cor de Nuit 9' Flauta Pastoril 4' Piccolo 2' Fagot-Oboe 8' | Bordón Quintatón 16' Principal Diapasón 8' Flauta de Chimenea 8' Corno Gamuza 8' Prestant 4' Nasardo 2⅔' Flautino 2' Basson 16' Trompeta Armónica 8' Clarín 4' | Contrabajo 16' Sub-bajo 16' Contrabajo 8' Coral Bajo 4' Gran Bombarda 16' Trompeta 8' |

- Teclados: Tres teclados manuales de 61 notas (C-c6) y pedalero de 30 notas (C0-f).
- Acoplamientos y recursos: I/P, II/P, III/P, III/I, III/II, II/I, Sub II/I, Sub III/I, Sub I, Sup II/I, Sup III/I, Sup I;
- Combinaciones fijas: (p, mf, f y Tutti) y Anulador, 2 combinaciones libres; Rodillo de Crescendo y Piano Automático; Expresión al III; y Trémolo al II y al III.
- Diapasón: 415 Hz. a 15. °C y una presión de 90 mm.

## Las campanas
El Santa María de Uríbarri  hay ocho campanas la más antigua data de 1775 tiene un diámetro de 60 cm y pesa unos 125 Kg, la mayor de ellas tiene un diámetro de 155 cm un peso aproximado de 1329 kg y fue fundida en el año 1823. Los datos de las campanas son los siguientes:
San fausto
Fecha de fundición: 1930
Fundición: 	Ángel Perea  Miranda de Ebro (Burgos)
Diámetro: 68 cm.
Altura de bronce: 77 cm.
Peso: 264 kg.
Tipo de yugo: Hierro.
Toque: no hay toque.
Volteo: Mecánico.
Nuestra Señora de Uribarri
Fecha de fundición: 1920
Fundición: 	Ángel Perea Miranda de Ebro (Burgos)
Diámetro: 75 cm.
Altura de bronce: 85 cm.
Peso: 355,5 kg.
Tipo de yugo: Hierro.
Toque: Mecánico.
Volteo: no voltea.
Observación: Está rajada.
Campana 
Fecha de fundición: 1915
Fundición: 	Hijos de Murua Vitoria
Diámetro: 87 cm.
Altura de bronce: 101 cm.
Peso: 596 kg.
Tipo de yugo: Hierro.
Toque: Mecánico.
Volteo: Mecánico.
Campana 
Fecha de fundición: 1871.
Fundición:  Desconocida.
Diámetro: 130 cm.
Altura de bronce: 145 cm.
Peso: 1765 kg.
Tipo de yugo: Hierro.
Toque: manual.
Volteo: no voltea.
Observaciones: Sin uso.  Mellada.
Campana 
Fecha de fundición: 1823.
Fundición:  José de la Lastra II Trasmiera (Cantabria)
Diámetro: 125 cm.
Altura de bronce: 155 cm.
Peso: 2156 kg.
Tipo de yugo: Hierro.
Toque: manual.
Volteo: no voltea.
Observaciones: Sin uso.
Campana 
Fecha de fundición: 1823.
Fundición:   Esteban Echebaster  Vitoria
Diámetro: 85 cm.
Altura de bronce: 75 cm.
Peso: 244 kg.
Tipo de yugo: Hierro.
Toque: Electromazo.
Volteo: no voltea.
Observaciones: Es una de las campanas del reloj.
Campana 
Fecha de fundición: 1823.
Fundición:   Esteban Echebaster  Vitoria
Diámetro: 115 cm.
Altura de bronce: 105 cm.
Peso: 670 kg.
Tipo de yugo: Hierro.
Toque: Electromazo.
Volteo: no voltea.
Observaciones: Es una de las campanas del reloj.
Campana 
Fecha de fundición: 1775.
Fundición:   Esteban Echebaster  Vitoria
Diámetro: 60 cm.
Altura de bronce: 60 cm.
Peso: 115 kg.
Tipo de yugo: Madera.
Toque: manual.
Volteo: no voltea.
Observaciones: Está ubicada en la espadaña.  Es emplea para llamar a misa.